# Encarnación García Bonilla
Encarnación García Bonilla est une ancienne joueuse de volley-ball espagnol, née le 4 octobre 1979 à Grenade. Elle mesure 1,88 m et jouait au poste de centrale. 

## Clubs
| Club            | De        | À         |
| --------------- | --------- | --------- |
| CV Benidorm     | 2002-2003 | 2002-2003 |
| CV Albacete     | 2004-2005 | 2007-2008 |
| CV Ciutadella   | 2008-2009 | 2008-2009 |
| CAV Murcia 2005 | 2009-2010 | 2009-2010 |
| Nantes Volley   | 2010-2011 | 2010-2011 |
| CV Murillo      | 2011-2012 | 2011-2012 |
| Vóley Murcia    | 2012-2013 | 2014-2015 |